# أوقست بولسين
أوقست بولسين (بالإنجليزية: August Paulsen) هو شخصية أعمال أمريكي، ولد في 29 يوليو 1871، وتوفي في 11 مارس 1927.